# Deaikei
http://www.deaikei.com (http://www.deaikei.com?) è il terzo ed ultimo singolo della band visual kei giapponese 【FIGURe;】, pubblicato il 22 marzo 2005 dalla TUXEDO PRODUCTION.

## Il disco
http://www.deaikei.com è la terza uscita discografia dei 【FIGURe;】, band creatasi dopo lo scioglimento dei Dué le quartz, ed è stata venduta esclusivamente in occasione del concerto tenutosi allo Shibuya O-WEST il 22 marzo 2005. La title track è stata pubblicata anche nella compilation CANNONBALL vol.2.
Il titolo della canzone si riferisce ad un sito web d'incontri a scopo relazionale.

## Tracce
Tutti i brani sono testo e musica di Sakito.

Dopo il titolo è indicata fra parentesi "()" la grafia originale del titolo.
1. http://www.deaikei.com (http://www.deaikei.com?) - 2:48
2. http://www.deaikei.com -Instr.- (http://www.deaikei.com -Instr.-?) - 2:48

## Formazione
- Sakito: voce
- Kikasa: basso